# Neocondeellum minusculum
Neocondeellum minusculum är en urinsektsart som beskrevs av Nakamura 1990. Neocondeellum minusculum ingår i släktet Neocondeellum och familjen Protentomidae. Inga underarter finns listade i Catalogue of Life.